# Буянжавин Батзоріг
Буянжавин Батзоріг (монг. Буянжавын Батзориг; нар. 9 березня 1983, аймак Селенге) — монгольський борець вільного стилю, срібний та дворазовий бронзовий призер чемпіонатів Азії, бронзовий призер Азійських ігор, учасник Олімпійських ігор.

## Біографія
Боротьбою почав займатися з 1990 року. У 2006 став чемпіоном світу серед студентів. Виступає за борцівський клуб «Гобі» Улан-Батор.

## Спортивні результати на міжнародних змаганнях

### Виступи на Олімпіадах
| Змагання                    | Збірна   | Вагова категорія          | Місце |
| --------------------------- | -------- | ------------------------- | ----- |
| Літні Олімпійські ігри 2008 | Монголія | вільна боротьба, до 66 кг | 8     |

### Виступи на Чемпіонатах світу
| Змагання                        | Збірна   | Вагова категорія          | Місце |
| ------------------------------- | -------- | ------------------------- | ----- |
| Чемпіонат світу з боротьби 2003 | Монголія | вільна боротьба, до 66 кг | 21    |
| Чемпіонат світу з боротьби 2005 | Монголія | вільна боротьба, до 66 кг | 7     |
| Чемпіонат світу з боротьби 2006 | Монголія | вільна боротьба, до 66 кг | 18    |
| Чемпіонат світу з боротьби 2007 | Монголія | вільна боротьба, до 66 кг | 8     |
| Чемпіонат світу з боротьби 2010 | Монголія | вільна боротьба, до 66 кг | 5     |
| Чемпіонат світу з боротьби 2011 | Монголія | вільна боротьба, до 66 кг | 18    |
| Чемпіонат світу з боротьби 2016 | Монголія | вільна боротьба, до 70 кг | 14    |

### Виступи на Чемпіонатах Азії
| Змагання                       | Збірна   | Вагова категорія          | Місце  |
| ------------------------------ | -------- | ------------------------- | ------ |
| Чемпіонат Азії з боротьби 2004 | Монголія | вільна боротьба, до 66 кг | Бронза |
| Чемпіонат Азії з боротьби 2005 | Монголія | вільна боротьба, до 66 кг | 5      |
| Чемпіонат Азії з боротьби 2006 | Монголія | вільна боротьба, до 66 кг | Срібло |
| Чемпіонат Азії з боротьби 2014 | Монголія | вільна боротьба, до 70 кг | 9      |
| Чемпіонат Азії з боротьби 2016 | Монголія | вільна боротьба, до 70 кг | Бронза |

### Виступи на Азійських іграх
| Змагання           | Збірна   | Вагова категорія          | Місце  |
| ------------------ | -------- | ------------------------- | ------ |
| Азійські ігри 2006 | Монголія | вільна боротьба, до 66 кг | Бронза |

### Виступи на інших змаганнях
| Змагання                                                        | Збірна   | Вагова категорія          | Місце  |
| --------------------------------------------------------------- | -------- | ------------------------- | ------ |
| Чемпіонат світу з боротьби серед студентів 2004                 | Монголія | вільна боротьба, до 66 кг | 7      |
| Чемпіонат світу з боротьби серед студентів 2006                 | Монголія | вільна боротьба, до 66 кг | Золото |
| Турнір Дана Колова — Николи Петрова 2007                        | Монголія | вільна боротьба, до 66 кг | 5      |
| Міжнародний меморіал Дейва Шульца 2008                          | Монголія | вільна боротьба, до 66 кг | Бронза |
| Гран-прі Німеччини з боротьби 2008                              | Монголія | вільна боротьба, до 66 кг | Бронза |
| Золотий Гран-прі з боротьби 2009                                | Монголія | вільна боротьба, до 66 кг | 7      |
| Відкритий кубок Монголії з боротьби 2012                        | Монголія | вільна боротьба, до 66 кг | Золото |
| Київський Міжнародний турнір з боротьби 2012                    | Монголія | вільна боротьба, до 66 кг | Срібло |
| Олімпійський кваліфікаційний турнір з боротьби 2012 (Астана)    | Монголія | вільна боротьба, до 66 кг | 5      |
| Олімпійський кваліфікаційний турнір з боротьби 2012 (Гельсінкі) | Монголія | вільна боротьба, до 66 кг | 7      |
| Золотий Гран-прі з боротьби 2014 (Париж)                        | Монголія | вільна боротьба, до 70 кг | 4      |
| Турнір Яшара Догу 2014                                          | Монголія | вільна боротьба, до 70 кг | 7      |
| Кубок Президента Бурятської Республіки з боротьби 2014          | Монголія | вільна боротьба, до 70 кг | Золото |
| Турнір Дмитра Коркіна 2014                                      | Монголія | вільна боротьба, до 70 кг | Бронза |
| Гран-прі «Іван Яригін» 2015                                     | Монголія | вільна боротьба, до 70 кг | 16     |
| Кубок Президента Бурятської Республіки з боротьби 2015          | Монголія | вільна боротьба, до 70 кг | 7      |
| Відкритий кубок Монголії з боротьби 2015                        | Монголія | вільна боротьба, до 70 кг | Срібло |
| Гран-прі «Іван Яригін» 2016                                     | Монголія | вільна боротьба, до 70 кг | 17     |
| Відкритий кубок Монголії з боротьби 2016                        | Монголія | вільна боротьба, до 70 кг | Бронза |
| Кубок Президента Бурятської Республіки з боротьби 2016          | Монголія | вільна боротьба, до 70 кг | Срібло |